# Eulabeornis castaneoventris
La cotara australiana o cotara de pecho castaño (Eulabeornis castaneoventris) es una especie de ave gruiforme de la familia Rallidae endémica del norte de Australia y las islas Aru. Es la única especie del género Eulabeornis. Su hábitat natural son los manglares y los herbazales adyacentes.

## Descripción
La cotara australiana alcanza los 52 cm de longitud. Su plumaje es principalmente de color castaño uniforme, con cierto tono rosado en el pecho y partes inferiores, mientras que su cabeza y cuello son grisáceos. Su largo pico es recto y de color verde amarillento con la punta blanquecina, y sus patas son amarillas o verdosas. El iris de sus ojos es rojo.